# Loire-Atlantique
Loire-Atlantique, Loire-Atlântico ou, na sua forma portuguesa, Líger-Atlântico é um departamento da França localizado na região Pays-de-la-Loire. Sua capital é a cidade de Nantes.